# Necmettin Cevheri
Necmettin Cevheri, né le 30 juin 1930[réf. nécessaire] à Şanlıurfa et mort le 5 septembre 2023 à Ankara, est un homme politique turc.

## Biographie
Necmettin Cevheri fait ses études secondaires au lycée de Galatasaray, puis est diplômé de la faculté de droit de l'université d'Ankara. 
Il est avocat, agriculteur et membre du parti de la justice et du parti de la juste voie. Il est député de Şanlıurfa (1965-1980 et 1991-2002), ministre du tourisme et de la promotion (1969-1971), ministre de la justice (1977-1978), ministre de l'agriculture et des affaires rurales (1991-1993) et ministre d'État (1993-1996).